# Arnold von Rümker (Landwirt)
Arnold von Rümker (* 15. Januar 1895 in Charlottenburg; † 21. September 1944 in Kurland) war ein deutscher Landwirt.

## Leben und Tätigkeit
Rümker war ein Sohn des Agrarwissenschaftlers und Pflanzenzüchters Kurt von Rümker. Nach dem Schulbesuch, den er 1913 mit dem Abitur abschloss, nahm Rümker an der Universität Heidelberg das Studium der Medizin auf. Er brach das Studium 1914 aufgrund seiner Teilnahme am Ersten Weltkrieg ab.
Nach dem Tod seines älteren Bruders Heinrich, der 1918 im Krieg getötet wurde, übernahm Rümker als Nachfolger seines Vaters die praktische Pflanzenzüchtung seiner Familie in Emersleben bei Halberstadt. Von 1919 bis 1921 absolvierte er eine Landwirtschaftslehre bei Tangermann in Krakow in Pommern. Von 1921 bis 1922 war er landwirtschaftlicher Beamter bei Behm in Weidenbach in Sachsen und von 1922 bis 1923 studierte er an der landwirtschaftlichen Abteilung der Technischen Hochschule München Landwirtschaft. Anschließend führte er die familiäre Pflanzenzüchtung. Als sein Lebenswerk gilt es, dass er die praktische Saatenvermehrung und den Saatgutabsatz auf der vom Vater geerbten Pflanzenzüchtung ausbaute und so für eine weitere Verbreitung der Rumker'schen Sorten sorgte.
Von 1937 bis zu seinem Tod war Rümker Pächter der Staatsdomäne Rothschloß in Schlesien, die er bis zum Beginn des Zweiten Weltkrieges selbst bewirtschaftete. Rümker starb als Kriegsteilnehmer im Baltikum.

## Familie
Rümker war verheiratet und hatte fünf Kinder. Sein jüngster Sohn ist der Agrarökonom Arnold von Rümker.